# 삼국: 무영자
《삼국-무영자》(Shadow)는 중국에서 제작된 장이머우 감독의 2018년 액션, 드라마 영화이다. 덩차오 등이 주연으로 출연하였고 장소 등이 제작에 참여하였다. 제75회 베니스 국제영화제에서 상영되었으며 2018년 토론토 국제영화제에서도 상영되었다.

## 출연

### 주연
- 덩차오
- 쑨리
- 왕첸웬
- 후준
- 정개

### 조연
- 관효동
- 오뢰

## 기타
- 음향: 양 지앙
- 음향: 난 짜오
- 미술: 마광영
- 의상: 첸 민정